# Doliska
Doliska – część miasta Skarżyska-Kamiennej, usytuowana w centrum miasta.
Administracyjnie wchodzi w skład Osiedla Zachodniego. Jest to niewielkie skupisko osadnicze w rejonie ulicy Niskiej.